# Roomtipje
Het roomtipje (Trichophaga tapetzella), vroeger de tapijtmot genoemd, is een vlinder uit de familie Tineidae (echte motten).  De soort kent een wereldwijde verspreiding.

## Kenmerken
De spanwijdte van 14 tot 18 millimeter en de volledige lengte ligt tussen de 16 en de 25 millimeter. Hij onderscheidt zich van andere kleermotten door zijn grote grootte en wit met zwarte voorvleugels.
Lijkt op vogeluitwerpselen wanneer hij in rust is.

## Rups
De rups van het roomtipje leeft van dierenhuiden, vogelnesten, braakballen (met name in de buurt van nesten van kerkuilen), bont, kleding en van huiden gemaakte vloer- en meubelbedekking en zelfs paardenhaar.

## Voorkomen
Het roomtipje houdt van vochtige omstandigheden en wordt meer gevonden in buitengebouwen dan in huizen. De soort komt voor in Noord-Europa met uitzondering van IJsland. In Nederland is het roomtipje een zeldzame en in België een zeer zeldzame soort, die vroeger vaker kon worden gezien. De soort vliegt van juni tot september.